# Florencio Pla Meseguer
Pour les articles homonymes, voir Pla et Meseguer.
Pla  Meseguer est un nom espagnol. Le premier nom de famille, en général paternel, est Pla ; le second, en général maternel, souvent omis, est Meseguer.
Florencio Pla Meseguer, né à Vallibona le 1er février 1917 et mort le 1er janvier 2004 à Olocau, est un résistant républicain espagnol.
Connu sous le nom de code de La Pastora (en français : La Bergère) pendant la guerre d'Espagne et sous le nom de naissance de Teresa Pla Meseguer jusqu'à son changement de genre, travaillant en tant que berger, il rejoint la guérilla anti-franquiste. 
Sa lutte contre le régime franquiste et pour la reconnaissance de son genre a fait de lui un symbole de résistance.

## Biographie
Florencio naît en 1917 au Mas de La Pallissa, une maison de bergers dont a hérité son grand-père et où sont gardés la paille et les animaux. Il grandit dans cette maison, à deux heures à pied du village de Vallibona, à proximité de Morella dans la province de Castellón. 
Cadet de six enfants, il ne passe que deux semaines à l'école, après sa première communion, et accompagne le troupeau à partir de l'âge de dix ans.

### Assigné femme à la naissance
Florencio s'est toujours considéré comme un homme. Mais, à la naissance, son corps sort des normes binaires et un ami de la famille convainc ses parents de l'inscrire en tant que femme afin qu'il ne soit pas opprimé pendant son service militaire. Ses parents ne lui ont jamais expliqué ce choix. Florencio grandit alors avec le nom de Teresa.
Avec le troupeau, Florencio porte un sac et non un panier comme les femmes en ont l'usage. C'est à trente ans, quand il prend le maquis, qu'il abandonne l'usage de vêtements genrés et prend le nom de Florencio. 

### Implication dans la guérilla antifranquiste
Vivant dans les montagnes, Florencio échange à plusieurs reprises avec les guérilléros, communément appelés maquis. Une nuit de neige de 1949, trois guérilléros se réfugient dans une maison d'estivage, El Cabanil, alors que l'un d'eux est suivi par la Garde civile. Découverts, ils résistent à l'interpellation des gardes civiles, lesquels finissent par brûler la maison. 
Le même jour, Florencio est interpellé par le lieutenant Mangas, six gardes et deux personnes ayant dénoncé son « anomalie ». Le lieutenant lui ordonne de se déshabiller pour savoir « comment une bergère pouvait être mi-homme mi-femme », avant de l'humilier publiquement. Florencio dit avoir alors ressenti « une grande colère, une grande impuissance ».
Le lendemain le propriétaire du Cabanil est arrêté et Florencio, qui travaille pour lui, décide de prendre la fuite, de crainte d'être tué par la Garde civile. Il rejoint la guérilla qui opérait dans la zone d’El Maestrat, l'Agrupación guerrillera de Levante y Aragón (A.G.L.A.), où il prend les surnoms de « La Pastora » et « Durruti ». À son entrée, il réalise trois mois d'instruction militaire pendant lesquels il apprend à lire et à écrire avant d'être officiellement incorporé.

### Répression et incarcération
Après vingt-mois de maquis, le groupe subit de plein fouet la répression franquiste et finit par être démantelé. Contrairement à ses camarades partis pour la France, Florencio s'installe en Andorre où il travaille dans une ferme l'hiver et s'occupe de deux troupeaux l'été.
S'ensuivent quelques années paisibles, loin de la réputation qu'on lui prête sur le territoire espagnol. Réputation largement due à Enrique Rubio, journaliste franquiste, qui lui attribue l'entièreté des crimes de son groupe de guérilla, construisant le mythe d'une « assassine sans scrupules, monstre sinistre, créature dégénérée capable de tuer femmes et enfants sans défense ».  
Un contrebandier qui lui doit de l'argent finit par le dénoncer et, le 5 mai 1960, Florencio est arrêté en Andorre à Sant Julià de Lòria et conduit menotté à la frontière avec l'Espagne. Remis à la Garde civile, il est condamné à mort pour banditisme, terrorisme et agressions. La majorité des crimes attribués auraient en réalité eu lieu avant son entrée dans la guérilla, le 7 février 1949. Sa peine de mort est commuée en trente ans de réclusion. 
Inscrit au registre civile au nom de Teresa Pla Meseguer, Florencio est incarcéré dans une prison pour femmes. On donne à cette personne portant une barbe une minijupe et des robes si serrées qu'il peine à respirer. Il est immédiatement isolé des autres codétenues et nourri à travers une fenêtre. 
Pendant sa captivité, il devient ami avec le fonctionnaire et garde pénitencier Marino Vinuesa Hoyo. Celui-ci l'aidera à réduire la durée de sa peine. 
Il sort de prison le 22 septembre 1977, après dix-sept années de réclusion. Il aura marqué ses codétenues par sa modestie, sa solidarité, sa capacité d'apprentissage et son silence.

### Reconnaissance et dernières années
Il entame dès sa sortie, pendant la Transition démocratique, des démarches pour être reconnu légalement en tant qu'homme et recevoir de nouveaux papiers d'identité. Ce qu'il obtient à 76 ans. Bien qu'ayant travaillé de nombreuses années dans les ateliers carcéraux, ses papiers ne lui permettent pas de recevoir son salaire. Avec l'aide de Marino Vinuesa, Florencio touche enfin son solde et retourne brièvement à Vallibona, pour la première fois ouvertement en tant qu'homme. Il s'installe ensuite à Olocau, près de Valence, dans une petite maison du jardin appartenant à Marino Vinuesa. 
Le 1er janvier 2004, Florencio Pla Meseguer revient de sa marche quotidienne au village, accompagné de ses deux chiennes. Il meurt lors d'un dîner avec la famille de Marino Vinuesa. Son corps est enterré à Valence.

## Postérité
- L'association des Amis de Florencio Pla Meseguer « La Pastora » défend sa mémoire, avec pour objectif de « faire connaître la figure historique et humaine d'un natif de Vallibona et son rôle dans l'histoire espagnole »[6].

- En 2011, l'autrice Alicia Giménez Bartlett publie le roman Donde nadie te encuentre, fondé sur la vie de Florencio Pla Meseguer, qui lui vaut le Prix Nadal[10].

- En 2024, le cinéaste catalan Marc Ortiz réalise L’Aguait, drame biographique sur cette personnalité[9], avec l'acteur Pablo Molinero dans le rôle de Florencio[11]. La sortie internationale du film est prévue au cours de l'année 2025[12].